# Bessa (Diptera)
Bessa é um gênero de insetos da família Tachinidae.

## Espécies
- B. harveyi (Townsend, 1892)
- B. selecta (Meigen, 1824)